# برمجيات تعاونية

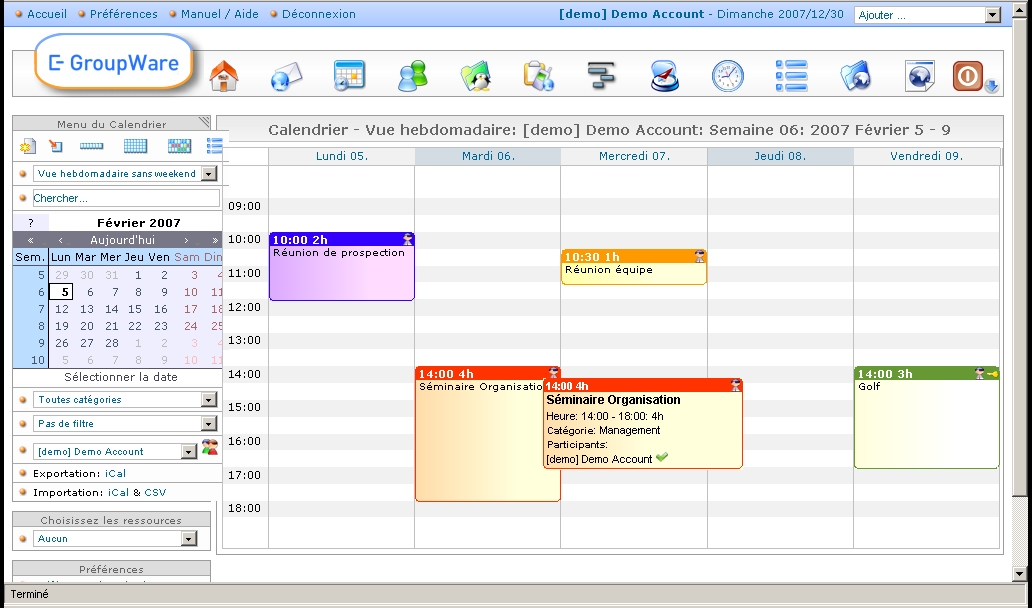

البرمجيات التعاونية (بالإنجليزية: Collaborative software أو Groupware أو Workgroup Support Systems أو Group Support Systems)‏ هي برمجيات الحاسوب المصممة لتساعد الناس الذين تربطهم مهمة مشتركة في تحقيق أهدافهم. وعادة ما ترتبط بالأشخاص غير المتجاورين مكانياً، وإنما يعملون معاً عبر الاتصال بالإنترنت. وقد تضم أيضاً الوصول عن بعد لأنظمة التخزين لاستخدام الملفات التي يعدلها مجموعة المشاركين.

## المستويات الثلاثة للتعاون
يمكن تقسيم البرمجيات التعاونية إلى ثلاثة أصناف تبعاً لمستوى التعاون (بالإنجليزية: collaboration)‏ إلى:
1. أدوات الاتصال
2. أدوات المؤتمرات
3. أدوات إدارة التعاون (التنسيق)

## أدوات الاتصال الإلكترونية
تقوم أدوات الاتصال بإرسال الرسائل والملفات والبيانات أو الوثائق بين الناس وبالتالي تسهل مشاركة المعلومات. ومن أمثلتها:
- المؤتمرات المتزامنة وغير المتزامنة
- البريد الإلكتروني
- الفاكس
- البريد الصوتي (بالإنجليزية: Voicemail)‏
- الويكي
- النشر الإلكتروني
- التحكم بالمراجعات

## أدوات المؤتمرات الإلكترونية
أدوات المؤتمرات الإلكترونية تسهل مشاركة المعلومات، لكن بطريقة أكثر تفاعلية. ومن أمثلتها:
- منتديات الإنترنت - هي مواقع ويب تعطي بنية مناقشة افتراضية لتسهل وتدير التراسل النصي عبر الإنترنت
- دردشة الإنترنت والتراسل الفوري - هي برمجيات تعطي بنية مناقشة افتراضية لتسهل وتدير التراسل النصي الفوري
- التهاتف - تمكن الهواتف الناس من التواصل
- مؤتمرات الفيديو (بالإنجليزية: Videoconferencing)‏ - حيث تتشارك الحواسب المرتبطة بالشبكة في إشارات الصوت والصورة
- مؤتمرات البيانات (بالإنجليزية: Data Conferencing)‏ - حيث تشارك الحواسب المرتبطة بالشبكة فيما بينها لوحة يمكن المشارة فيها (بالإنجليزية: Whiteboarding)‏
- مشاركة التطبيقات (بالإنجليزية: Application sharing)‏ - يمكن للمستخدمين الوصول إلى الملفات والتطبيقات المشاركة في نفس الوقت
- نظم الاجتماع الإلكتروني (بالإنجليزية: Electronic meeting system أو EMS)‏ - يتم استخدام هذه النظم في الغرف المخصصة للاجتماعات، حيث يستخدم عادة عارض فيديو مرتبط بالحواسب. لكن تطورت هذه النظم لتصبح تطبيقات ويب متاحة للاستخدام في أي وقت ومكان، وتسمح باجتماعات الأعضاء متباعدين

## أدوات إدارة التعاون
أدوات إدارة التعاون تسهل وتدير الأنشطة الجماعية، ومن أمثلتها:
- برمجيات التقويم (بالإنجليزية: Calendaring software)‏ (وتدعى أيضاً برمجيات إدارة الوقت) - تنظم الجداول الزمنية للأحداث وتنبه مجموعات المستخدمين أوتوماتيكياً وتذكرهم بها
- نظم إدارة المشروعات - تحدد المواعيد وتراقب وترسم الخطوات في مشروع أثناء تنفيذها
- نظم سير العمل (بالإنجليزية: Workflow)‏ - إدارة تعاونية للمهام والمستندات
- نظم إدارة المعرفة (بالإنجليزية: Knowledge management systems)‏ - تجمع وتنظم وتدير وتشارك صوراً مختلفة من المعرفة
- المفضلات الاجتماعية - هي محركات لإدارة المفضلات ومشاركتها والبحث فيها
- أسواق التنبؤ (بالإنجليزية: Prediction market)‏ - تتيح لمجموعة من الأشخاص التنبؤ معاً بالأحداث الاقتصادية المستقبلية
- نظم الإكسترانت (وتسمى أحياناً مشاريع الإكسترانت) - تجمع وتنظم وتدير وتشارك المعلومات المرتبطة بتسليم مشروع معين
- البرمجيات الاجتماعية (بالإنجليزية: Social software)‏ - تنظم العلاقات الاجتماعية بين الناس
- برمجيات الجداول الممتدة على الإنترنت (بالإنجليزية: Online spreadsheets)‏ - تتيح مشاركة والتعاون في الجداول الممتدة على الإنترنت